# 死後攝影
死後攝影是指人們去拍摄剛剛去世的人。 19世紀時人們拍攝死人的目的是為了給剛剛去世的人留下照片，以便日後紀念。現今死後攝影常常用於法醫驗尸。